# Марк Уаллис
Марк Уаллис (англ. Marc Wallice, настоящее имя — Марк Стивен Голдберг (англ. Marc Stephen Goldberg), род. 3 октября 1959 года) — американский порноактёр, лауреат премий AVN Awards и XRCO Award, член залов славы AVN и XRCO.

## Биография
Родился 3 октября 1959 года. Дебютировал в порноиндустрии в 1982 году, в возрасте 22 лет.
Снялся более чем в 1500 фильмах.
Снимался для таких студий, как 4-Play Video, Anabolic Video, Caballero Home Video, CDI Home Video, Elegant Angel, Evil Angel, Filmco, Legend Video, Leisure Time Entertainment, Sin City, VCA Pictures, VCA Picturesidco, Vivid Entertainment, Wicked Pictures, и the Zane Entertainment Group.

### ВИЧ
30 апреля 1998 года глава AIM Medical, Шэрон Митчелл, сообщила, что Уаллис был ВИЧ-положительным. Карьера Уаллиса как актёра была закончена, и появились слухи и предположения, что он намеренно скрывал свой ВИЧ-положительный статус с помощью поддельной крови несколько циклов тестирования на ВИЧ для продолжения работы и, следовательно, заразил нескольких актрис, включая Брук Эшли (Энн Мари Боллоуи), Тришию Деверо, Кэролайн и Кимберли Джейд.
После того, как его ВИЧ-статус стал общедоступным, Уаллис объявил о своём намерении вернуться в школу, чтобы изучить программирование. Он покинул индустрию, но в 2003 году вернулся в качестве режиссёра и сценариста.

## Премии
- 1990 AVN: лучшая групповая сцена — видео, за Gang Bangs II[18]
- 1992 XRCO: лучший актёр (сольное исполнение), за House of Sleeping Beauties[19]
- 1993 AVN: лучшая групповая сцена — видео, за Realities 2[18]
- 1993 XRCO: исполнитель года (Body of Work)[20]
- 1993 зал славы XRCO[19]
- 1998 AVN: лучшая парная сцена — фильм, за Red Vibe Diaries[18]
- зал славы AVN[21]